# داني ديكيو
داني ديكيو (بالإنجليزية: Danny Dichio)‏ (19 أكتوبر 1974 في المملكة المتحدة - ) هو لاعب كرة قدم بريطاني في مركز الهجوم. شارك مع منتخب إنجلترا تحت 21 سنة لكرة القدم. أما مع النوادي، فقد لعب مع بريستون نورث إيند وديربي كاونتي وكوينز بارك رينجرز ونادي بارنت ونادي تورونتو ونادي سامبدوريا ونادي سندرلاند ونادي ليتشي ونادي ميلوول ووست بروميتش ألبيون وويلينج يونايتد.

## وصلات خارجية
- داني ديكيو على موقع الدوري الأمريكي (الإنجليزية)
- داني ديكيو على موقع قاعدة بيانات كرة القدم.إي يو (الإنجليزية)
- داني ديكيو على موقع Soccerbase.com (لاعب) (الإنجليزية)
- داني ديكيو على موقع عالم كرة القدم.نت (الإنجليزية)